# WD-40

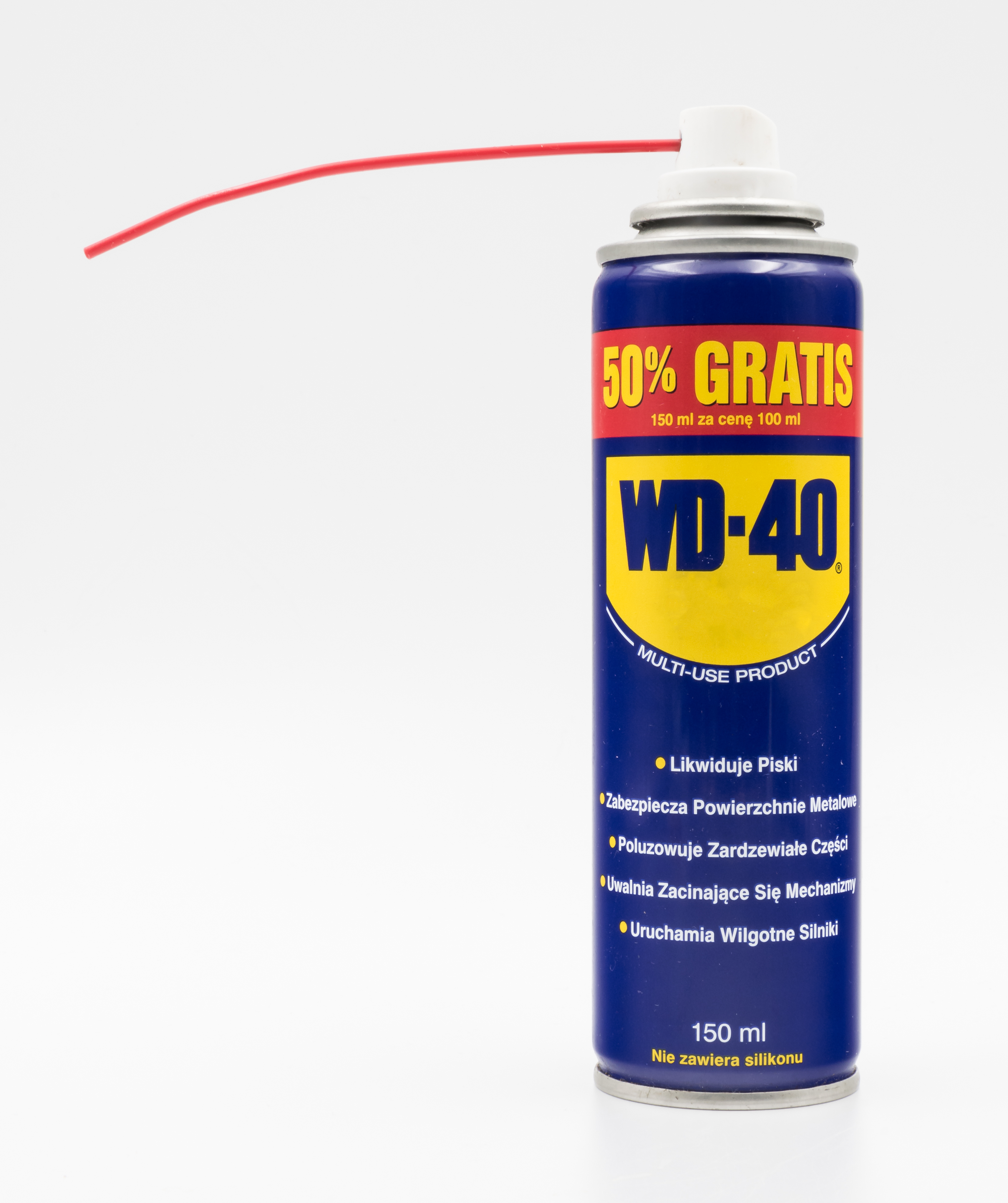
Pojemnik WD-40 w polskiej wersji językowej

WD-40 – środek w sprayu o działaniu smarującym i wypierającym wodę, o dużej zdolności do penetrowania szczelin. Jego głównymi składnikami są węglowodory.

## Zastosowanie
Składnikiem o długotrwałym działaniu jest nielotny, lepki olej, który pozostaje na powierzchni, zapewniając smarowanie i ochronę przed wilgocią. Jest on rozcieńczony przez lotny węglowodór celem otrzymania cieczy o małej lepkości, która może być używana do spryskiwania i w ten sposób dostać się w szczeliny mechanizmu. Lotny węglowodór następnie odparowuje, pozostawiając sam olej. Materiał napędowy (pierwotnie był to lekki węglowodór; obecnie dwutlenek węgla) zapewnia ciśnienie gazu wewnątrz pojemnika i wymusza wytrysk cieczy przez dyszę spryskiwacza, a następnie rozprasza się samoistnie w powietrzu.
Przykładowe zastosowania to: smarowanie i rozluźnianie połączeń i zawiasów, usuwanie zabrudzeń, wykręcanie zablokowanych śrub i wkrętów oraz zapobieganie korozji. Produkt może być także przydatny w usuwaniu wilgoci. WD-40 został po raz pierwszy zastosowany przez Convair do ochrony zewnętrznej powłoki rakiet Atlas przed rdzą i korozją. Produkt stał się po raz pierwszy powszechnie dostępny w sklepach w San Diego w 1958.

## Historia
Skrót WD-40 oznacza Water Displacement—40th Attempt (co można przetłumaczyć jako „wyparcie wody – 40. podejście”). Środek został opracowany w 1953 r. przez zespół pracowników, należącej do Norma Larsena, firmy Rocket Chemical Company w San Diego w Kalifornii. Próbowali oni opracować formułę środka zapobiegającego korozji przez wypłukiwanie (wypieranie) zgromadzonej wody, która ją powoduje. Powiodło im się przy czterdziestej próbie.
W 1969 roku John Steven Barry, pełniący funkcje prezesa i dyrektora generalnego firmy, zmienił jej nazwę na WD-40 Company, gdyż był to wówczas jedyny jej produkt. Firma weszła na giełdę w 1973 roku. Główna siedziba firmy znajduje się nadal w San Diego. Obecnie sprzedaje swoje produkty w ponad 160 krajach na całym świecie. W 2003 roku odnotowała sprzedaż na łączną kwotę 238,1 milionów dolarów.

## Skład
Skład WD-40 stanowi tajemnicę handlową. Produkt nie został opatentowany, aby uniknąć ujawnienia jego dokładnych składników. Głównymi składnikami WD-40 zgodnie z jego amerykańską kartą charakterystyki są:
- 50% spirytus mineralny
- 25% LPG (prawdopodobnie jako środek napędowy; obecnie używany jest dwutlenek węgla aby zmniejszyć palność produktu)
- >15% oleje mineralne (lekkie oleje smarujące)
- <10% składniki obojętne.

W niemieckiej wersji językowej karty są wymienione następujące składniki istotne ze względów bezpieczeństwa:
- 60% ciężkiej benzyny (produkt ropopochodny)
- 1–5% dwutlenek węgla

W polskiej wersji językowej karty są wymienione następujące składniki istotne ze względów bezpieczeństwa:
- 67% ciężkiej benzyny (produkt ropopochodny)
- 21% oleju bazowego (niespecyfikowanego)

Popularna miejska legenda głosi, że kluczowym składnikiem WD-40 jest olej z ryb.